# Monunios I
Monunios I (gr. Μονούνιος, Monoúnios; III w. p.n.e.) – król iliryjskich Dardanów w latach ok. 295–280 p.n.e. Prawdopodobnie syn króla Dardanów Bardylisa II oraz brat Birkenny, trzeciej żony Pyrrusa, króla Epiru.
W 281 p.n.e. Ptolemeusz Keraunos, po śmierci Lizymacha, króla trackiego i macedońskiego, objął po nim tron Macedonii. Zwolennicy zmarłego uważając go za uzurpatora, wsparli wdowę Arsinoe. Ptolemeusz Nios, najstarszy syn Lizymacha, przebywał z matką Arsinoe w Kassandrei. Po uzyskaniu wsparcia króla iliryjskiego Monuniosa I, urządził wspólną wyprawę na zachodnią Macedonię. Najazd się nie udał, bowiem Ptolemeusz Keraunos zdołał odeprzeć ich atak. Gdy w tym samym roku Celtowie najechali Macedonię, Monunios zaoferował Keraunosowi pomoc wojskową w sile 20 tysięcy żołnierzy. Król macedoński, podejrzewając Monuniosa o złe zamiary, odrzucił jego ofertę. Celtowie, mając ułatwione zadanie, zniszczyli Macedonię w 279 p.n.e.
Monunios jest pierwszym znanym iliryjskim władcą wybijającym monety srebrne. Brązowy hełm jednego z jego żołnierzy, zawierający napis gr. ΒΑΣΙΛΕΩΣ ΜΟΝΟΥΝΙΟΥ (Króla Monuniosa), został znaleziony w obecnej Ochrydzie.